# Léonie Périault
Léonie Périault (* 31. Juli 1994 in Clamart) ist eine französische Triathletin. Sie ist U23-Vizeeuropameisterin (2014), U23-Vizeweltmeisterin auf der olympischen Kurzdistanz (2015) und zweifache Olympiateilnehmerin (2020, 2024).

## Werdegang

### Junioren-Vizeweltmeisterin Triathlon 2012
Im April 2012 wurde Léonie Périault im Triathlon Junioren-Vizeeuropameisterin und im Oktober in Neuseeland auch Junioren-Vizeweltmeisterin.
2013 wurde Périault französische Jugend-Staatsmeisterin und im Juni 2014 wurde sie U23-Vizeeuropameisterin.

### U23-Vizeweltmeisterin Triathlon 2015
Im September 2015 wurde sie in Chicago U23-Vizeweltmeisterin auf der olympischen Kurzdistanz (1,5 km Schwimmen, 40 km Radfahren und 10 km Laufen): Zeitgleich mit ihrer Landsfrau Audrey Merle überquerte sie die Ziellinie und anhand des Zielfotos wurde der Titel Merle zugesprochen.
Léonie Périault lebt in Poissy und sie startet seit 2015 für den Verein Poissy Triathlon, mit dem sie 2015 u. a. gemeinsam mit Andrea Hewitt, Rachel Klamer, Sarah True und Vicky Holland Meister in der französischen Profi-Liga Grand Prix de Triathlon wurde.
Im September 2016 wurde sie wie schon im Vorjahr U23-Vizeweltmeisterin. Bei der U23-Weltmeisterschaft 2017 belegte die damals 23-Jährige in den Niederlanden den sechsten Rang. Im August 2018 wurde sie in Glasgow im französischen Mixed-Team Europameisterin mit der Staffel.
Im September 2020 wurde Périault in Hamburg Zwölfte bei der Weltmeisterschaft – die Rennserie der ITU war im Zuge der Coronavirus-Pandemie auf ein einziges, entscheidendes Rennen über die Sprintdistanz reduziert worden.

### Olympische Sommerspiele 2020
Bei der verschobenen Austragung der Olympischen Sommerspiele belegte sie im Juli 2021 in Tokio mit dem französischen Team in der gemischten Staffel den dritten und in der Einzelwertung den fünften Rang.
Im September 2022 gewann die 28-Jährige in Karlsbad ihr erstes Weltcup-Rennen auf der olympischen Kurzdistanz.
Bei der Weltmeisterschafts-Rennserie 2022 belegte Périault im November als drittbeste Französin den 21. Rang – hinter Cassandre Beaugrand (Rang 5) und Emma Lombardi (Rang 11).

## Sportliche Erfolge
| Datum/Jahr    | Rang | Wettbewerb                                               | Austragungsort | Zeit     | Bemerkung                                                                                                  |
| ------------- | ---- | -------------------------------------------------------- | -------------- | -------- | --- |
| 12. Juli 2025 | 1    | ITU World Championship Series 2025                       | Hamburg        | 00:56:25 | |
| 17. Mai 2025  | 5    | ITU World Championship Series 2025                       | Alghero        | 01:57:59 | |
| 17. Mai 2025  | 30   | ITU World Championship Series 2025                       | Yokohama       | 01:57:22 | |
| 16. Feb. 2025 | 4    | ITU World Championship Series 2025                       | Abu Dhabi      | 00:54:35 | |
| 31. Juli 2024 | 27   | Olympische Sommerspiele 2024                             | Paris          | 02:00:40 | |
| 11. Mai 2024  | 1    | ITU World Championship Series 2024                       | Yokohama       | 01:52:28 | |
| 26. Nov. 2022 | 5    | ITU World Championship Series 2022                       | Abu Dhabi      | 01:56:51 | Grand Final                                                                                                |
| 11. Sep. 2022 | 1    | ITU Triathlon World Cup                                  | Karlsbad       | 02:05:04 | |
| 12. Aug. 2022 | 28   | ETU Triathlon European Championship                      | München        | 01:58:24 | Europameisterschaft                                                                                        |
| 14. Mai 2022  | 2    | ITU World Championship Series 2022                       | Yokohama       | 01:51:50 | |
| 3. Apr. 2022  | 2    | ETU Europe Triathlon Cup and Mediterranean Championships | Melilla        | 00:52:45 | hinter Cassandre Beaugrand                                                                                 |
| 31. Juli 2021 | 3    | Olympische Sommerspiele 2020 Mixed Relay                 | Tokio          | 01:24:04 | gemischte Staffel (mit Dorian Coninx, Cassandre Beaugrand und Vincent Luis)                                |
| 27. Juli 2021 | 5    | Olympische Sommerspiele 2020                             | Tokio          | 01:57:49 | |
| 19. Juni 2021 | 3    | ETU Sprint Triathlon European Championships              | Kitzbühel      | 00:35:27 | ETU-Europameisterin Triathlon Sprintdistanz                                                                |
| 18. Apr. 2021 | 3    | ETU Triathlon European Cup                               | Melilla        | 00:57:27 | hinter Cassandre Beaugrand                                                                                 |
| 10. Okt. 2020 | 4    | ITU Triathlon World Cup                                  | Arzachena      | 01:02:08 | hinter Flora Duffy                                                                                         |
| 5. Sep. 2020  | 12   | ITU World Championship Series 2020                       | Hamburg        | 00:55:37 | Weltmeisterschaft                                                                                          |
| 5. Okt. 2019  | 1    | ETU Triathlon European Championship Clubs                | Alhandra       |          | für Poissy Triathlon – mit Anthony Pujades, Cassandre Beaugrand und Dorian Coninx                          |
| 8. März 2019  | 12   | ITU World Championship Series 2019                       | Abu Dhabi      | 00:57:03 | erstes Rennen der Saison                                                                                   |
| 6. Okt. 2018  | 1    | ETU Triathlon European Championship Clubs                | Lissabon       | 00:20:50 | mit „Poissy Triathlon“                                                                                     |
| 11. Aug. 2018 | 1    | ETU Triathlon European Championship Mixed Relay          | Glasgow        | 01:15:07 | im Team mit Pierre Le Corre, Cassandre Beaugrand und Dorian Coninx                                         |
| 2. März 2018  | 9    | ITU World Championship Series 2018                       | Abu Dhabi      | 01:01:42 | erstes Rennen der Saison                                                                                   |
| 16. Sep. 2017 | 6    | ITU Triathlon World Championship U23                     | Rotterdam      | 02:06:44 | U23-Weltmeisterschaft auf der olympischen Kurzdistanz (1,5 km Schwimmen, 40 km Radfahren und 10 km Laufen) |
| 15. Sep. 2016 | 2    | ITU Triathlon World Championship U23                     | Cozumel        | 01:59:33 | U23-Vizeweltmeisterin                                                                                      |
| 3. Sep. 2016  | 1    | ETU Triathlon European Championship Clubs                | Banyoles       |          | mit „Poissy Triathlon“                                                                                     |
| 23. Okt. 2015 | 21   | ITU Triathlon World Cup                                  | Tongyeong      | 02:03:54 | |
| 4. Okt. 2015  | 2    | FRA Triathlon National Championships                     | Frankreich     | 01:00:53 | Französische U23-Staatsmeisterin und Vizestaatsmeisterin Elite – hinter Emmie Charayron                    |
| 17. Sep. 2015 | 2    | ITU Triathlon World Championship U23                     | Chicago        | 01:04:35 | U23-Vizeweltmeisterin auf der olympischen Kurzdistanz (1,5 km Schwimmen, 40 km Radfahren und 10 km Laufen) |
| 13. Juni 2015 | DNF  | Europaspiele 2015                                        | Baku           | –        | |
| 28. Juni 2014 | 2    | ETU Triathlon European Championship U23                  | Pensa          | 02:06:01 | U23-Europameisterschaft Triathlon                                                                          |
| 29. Sep. 2013 | 3    | FRA Triathlon National Championships                     | Nizza          |          | 750 m Schwimmen, 20 km Radfahren und 5 km Laufen                                                           |
| 1. Juni 2013  | 1    | FRA Triathlon National Championships Junior Women        | Frankreich     | 01:05:41 | Französische Jugend-Staatsmeisterin                                                                        |
| 21. Okt. 2012 | 2    | ITU Triathlon World Championship Junior Women            | Auckland       |          | Junioren-Vizeweltmeisterin                                                                                 |
| 20. Apr. 2012 | 2    | ETU Triathlon European Championship Junior Women         | Eilat          | 01:05:42 | Triathlon-Vizeeuropameisterin Junioren                                                                     |

(DNF – Did Not Finish)